# Farmers Branch
Farmers Branch – miasto w Stanach Zjednoczonych, w stanie Teksas, w hrabstwie Dallas.

## Demografia
Według przeprowadzonego przez United States Census Bureau spisu powszechnego w 2010 miasto liczyło 28 616 mieszkańców, co oznacza wzrost o 4,0% w porównaniu do roku 2000. Natomiast skład etniczny w mieście wyglądał następująco: Biali 73,4%, Afroamerykanie 4,8%, Azjaci 4,4%, pozostali 17,4%.